# Alticus sertatus
Alticus sertatus är en fiskart som först beskrevs av Garman, 1903.  Alticus sertatus ingår i släktet Alticus och familjen Blenniidae. Inga underarter finns listade i Catalogue of Life.